# Paulus Bor

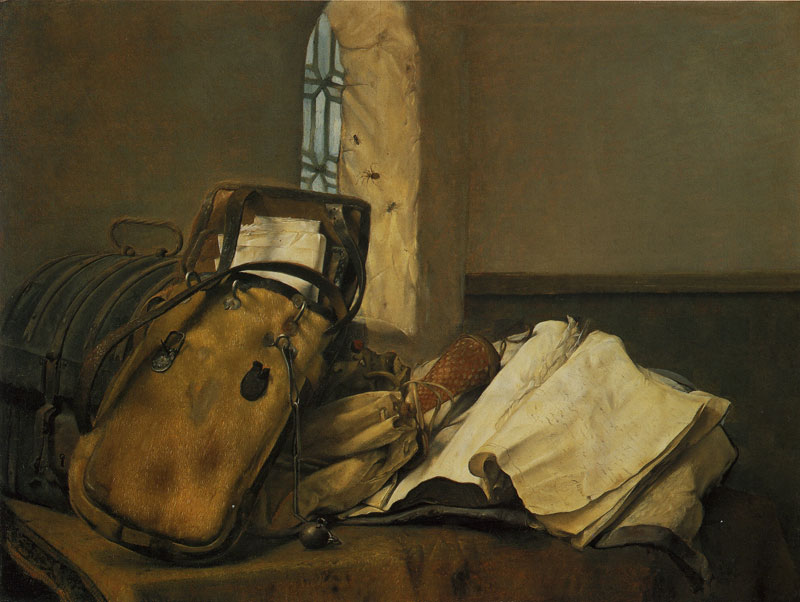
Batoh a dokumenty na stole, 1630, olej na dřevě, 56 cm x 76 cm

Paulus Bor (kolem 1601 – 10. srpna 1669) byl nizozemský malíř, člen uměleckého spolku Bentvueghels.

## Život
Paulus Bor se narodil v Amersfoortu, v druhém největším městě provincie Utrecht v Nizozemsku, v katolické rodině. V Amersfoortu také zemřel. Podnikl studijní cestu do Říma. V Římě se stal jedním ze zakladatelů uměleckého spolku Bentvueghels a dostal přezdívku Orlando. V roce 1626 se vrátil do Amersfoortu a připojil se k Jacobu van Campenovi. Spolupracoval s ním na výzdobě paláce nizozemských místodržících Huis Honselaarsdijk. Palác patřil oranžskému knížeti Frederiku Hendrikovi, který se v roce 1656 stal regentem godshuis De Armen de Poth  - což byly nemocnice pro chudé a potřebné, vedené katolickou církví v Amersfoortu.

## Dílo
Borův umělecký styl byl spíše v rozporu se stylem současných utrechtských umělců. Původně volil náměty spíše historické. Jeho způsob malby navazoval na styl Caravaggistů. V jeho pozdějších pracích převládl klasicismus, což zřejmě souviselo s jeho spoluprací s Van Campenem. Prostřednictvím neobvyklých kompozic a primitivní techniky zobrazují jeho obrazy podivné a záhadné předměty.

## Galerie

Paulus Bor
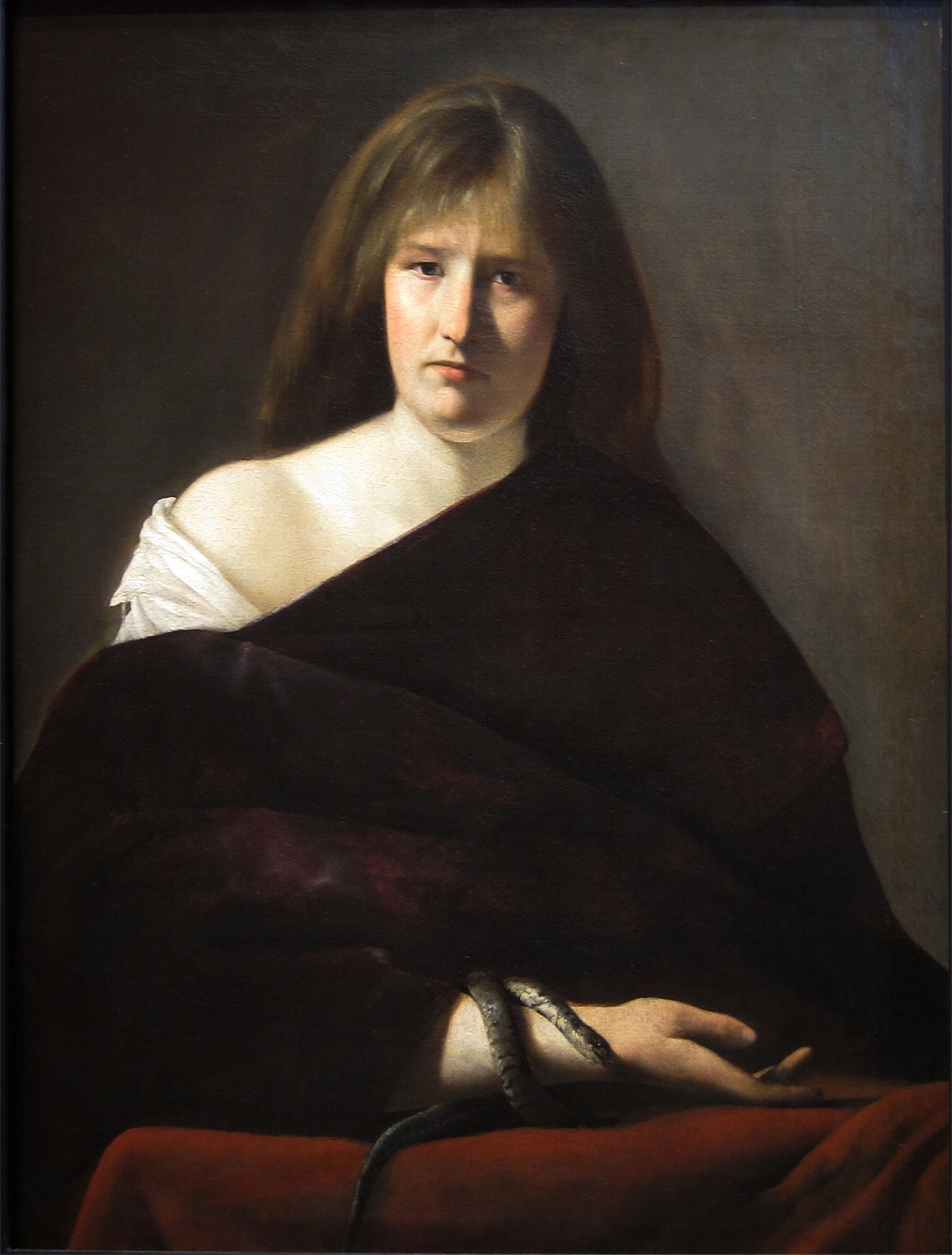
Allégorie de la Logique, Alegorie logiky, 1630–1635
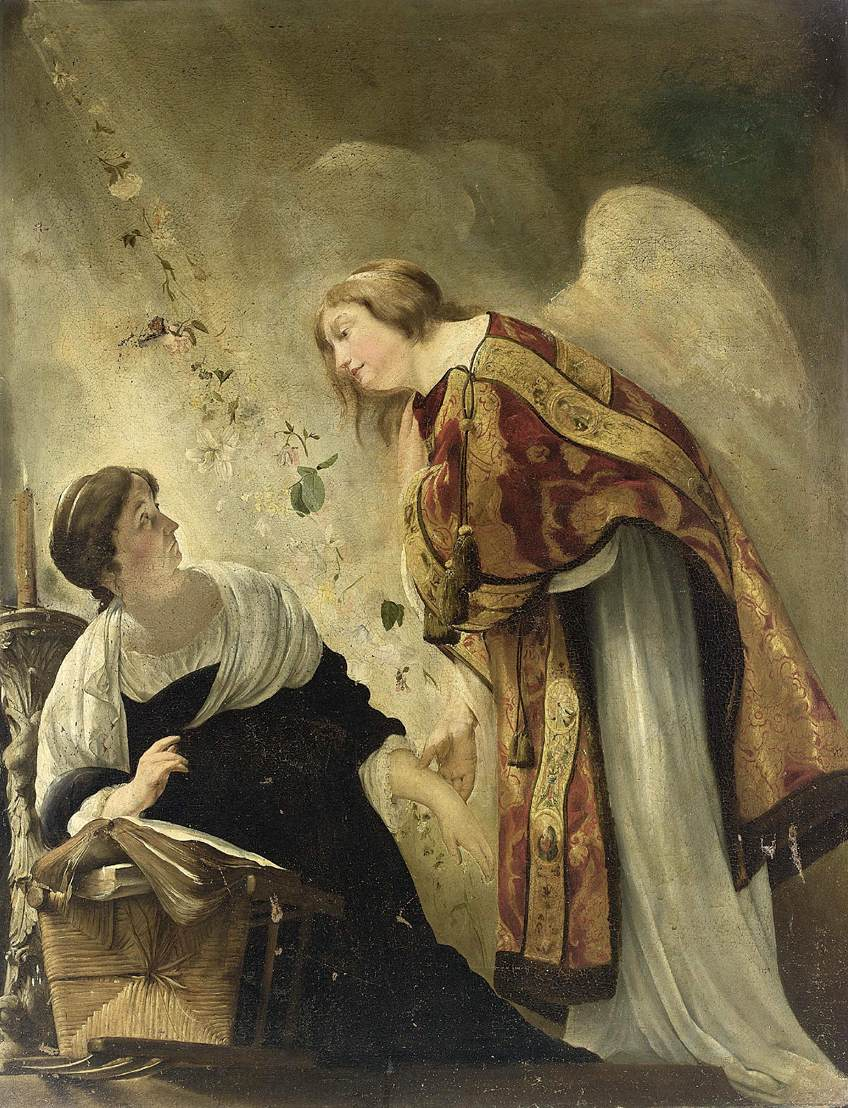
The Annunciation of the Virgin (Zvěstování Panně o smrti), olej na plátně, 203,2 cm x 157,5 cm
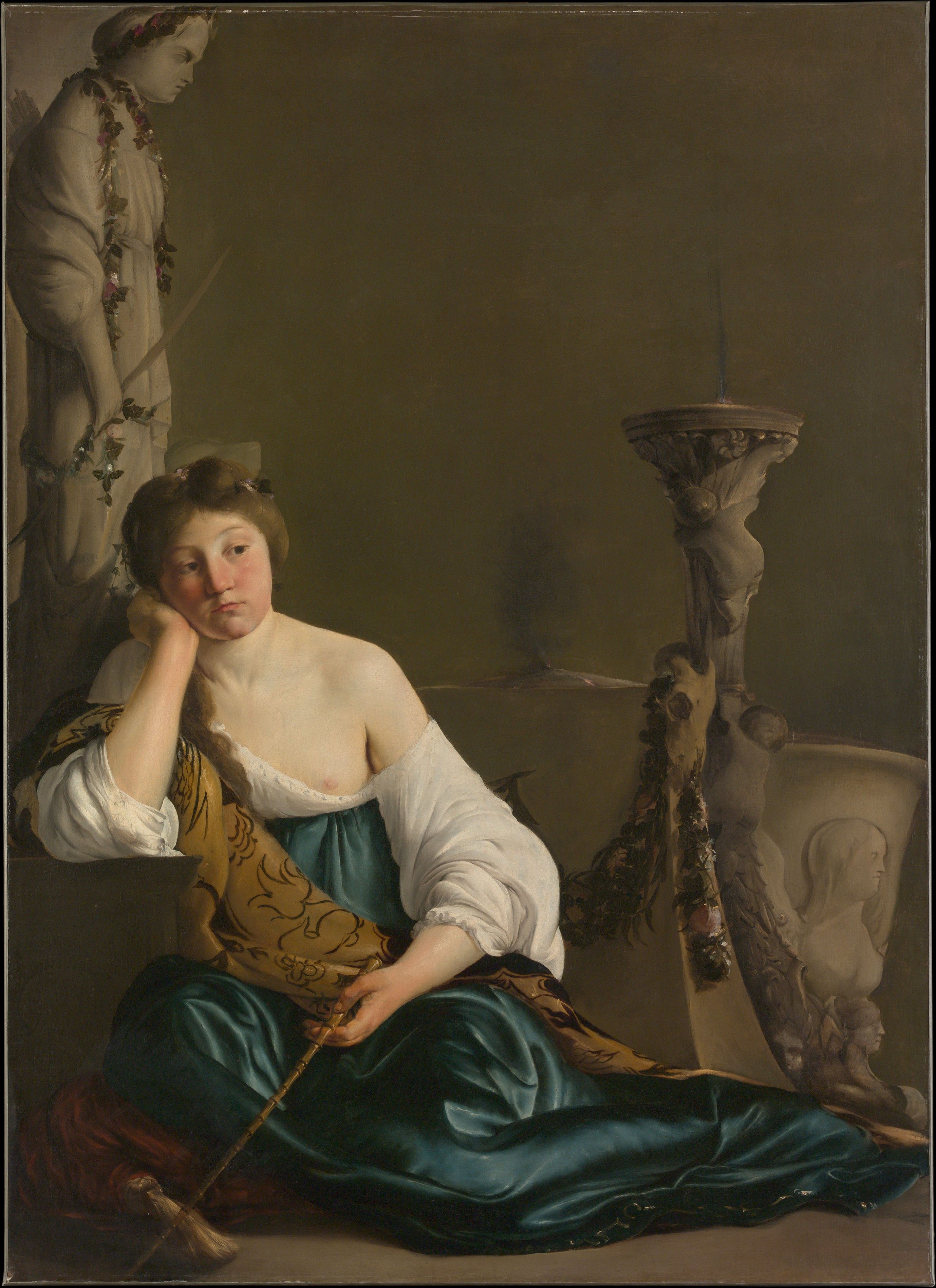
The Disillusioned Medea (Zklamaná Medea), olej na plátně, 1640, 155,6 x 112,4 cm
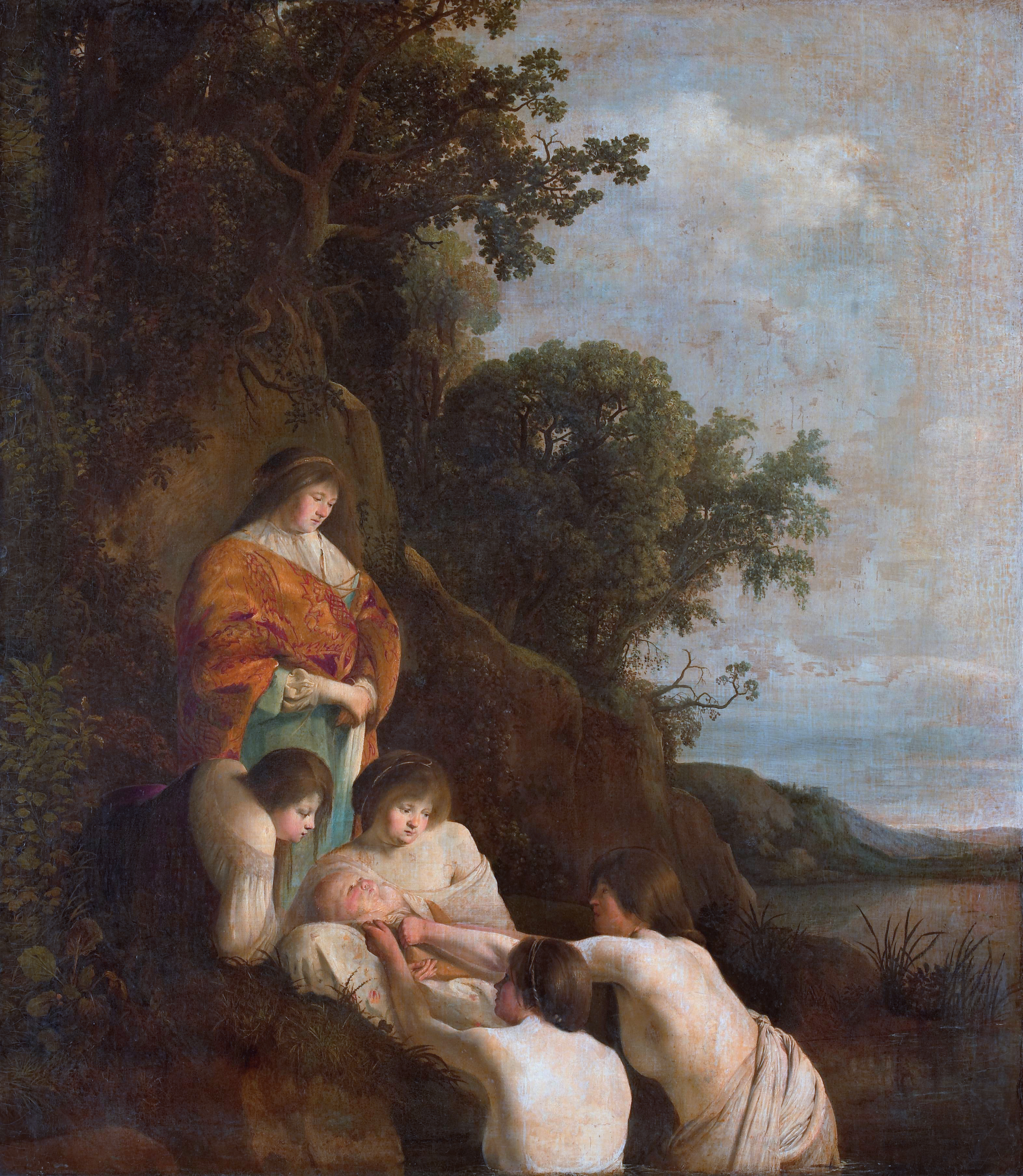
Paulus Bor a Cornelis Hendriksz: Dcery faraona našli Mojžíše, 1635–1638, 131,5 cm × 114,5 cm
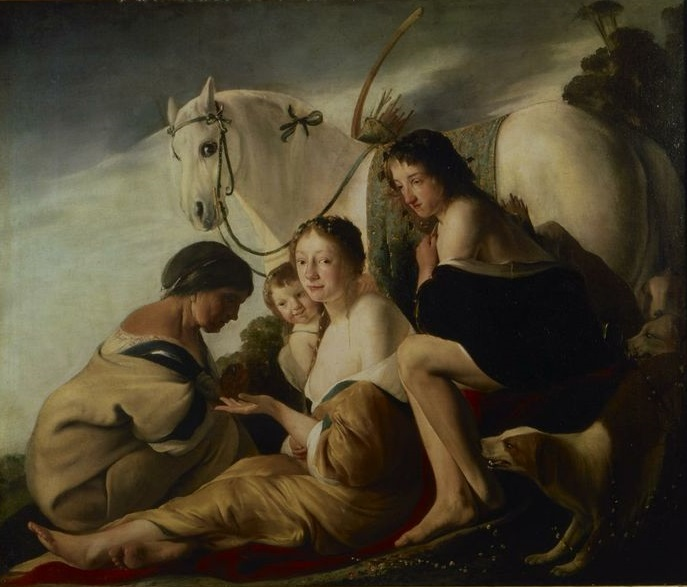
Španělští pohané
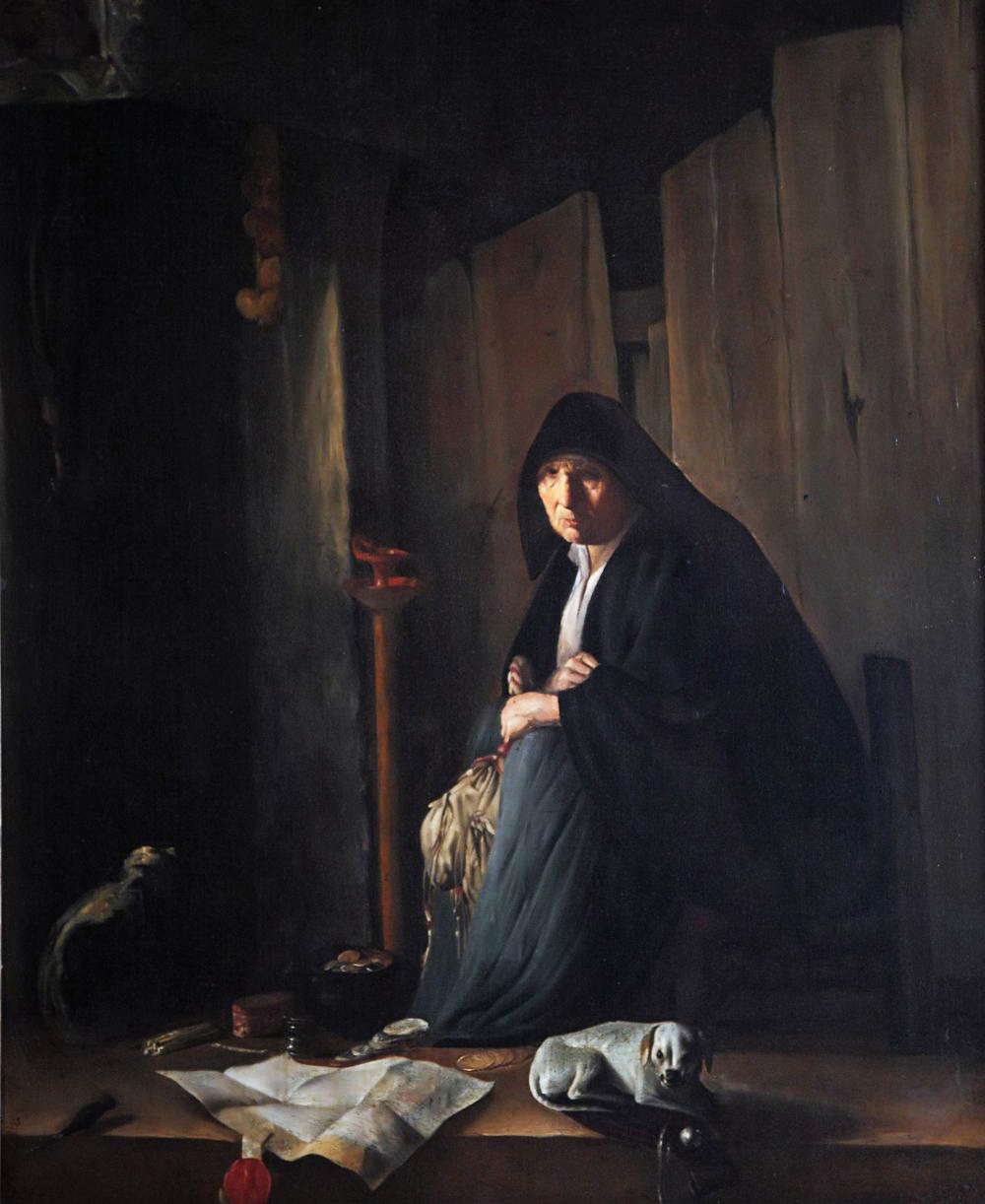
Allegory of Avarice, (Alegorie lakoty)
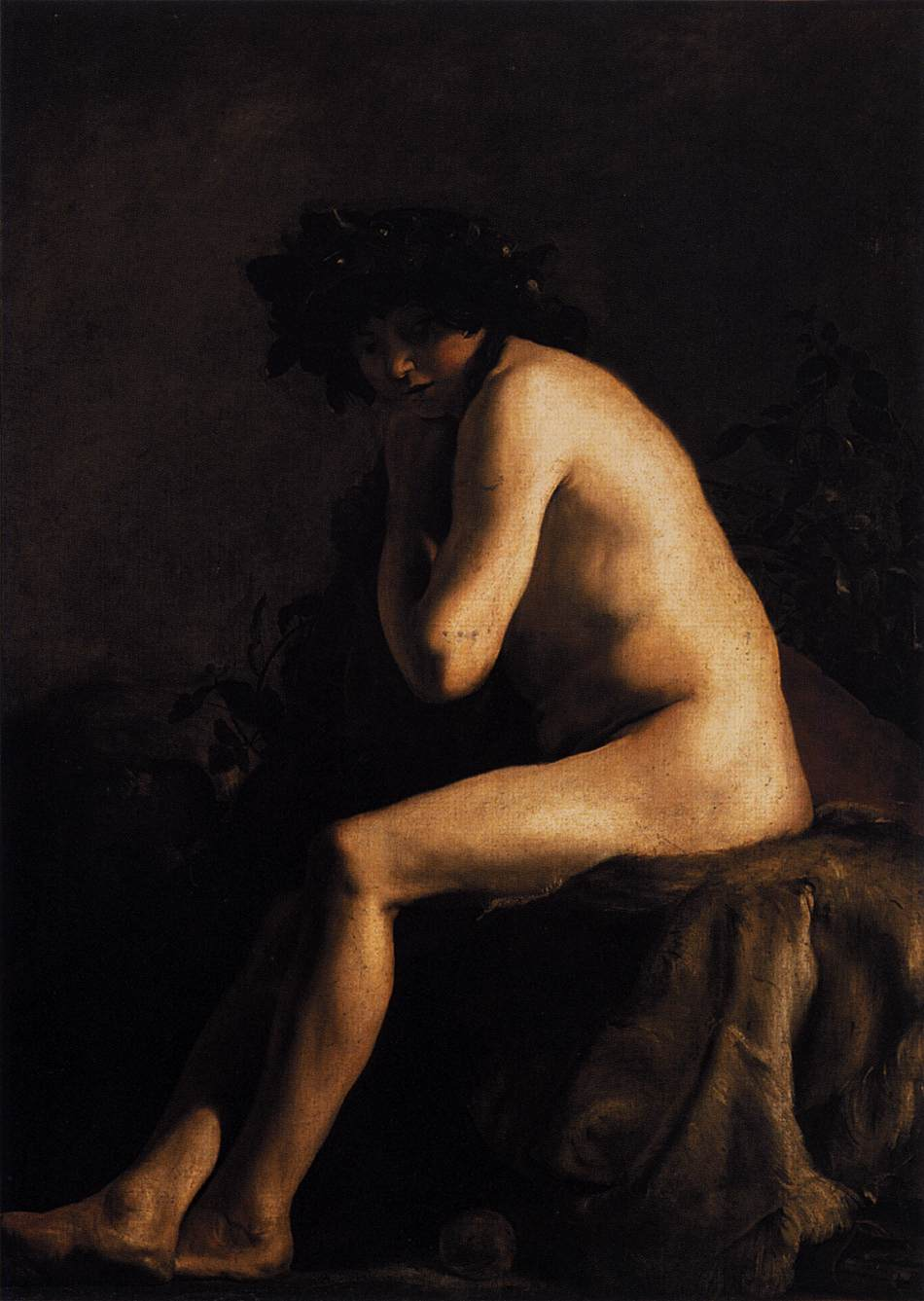
Bakchus, olej na plátně, 1630–1635, 149x106 cm